# 정보

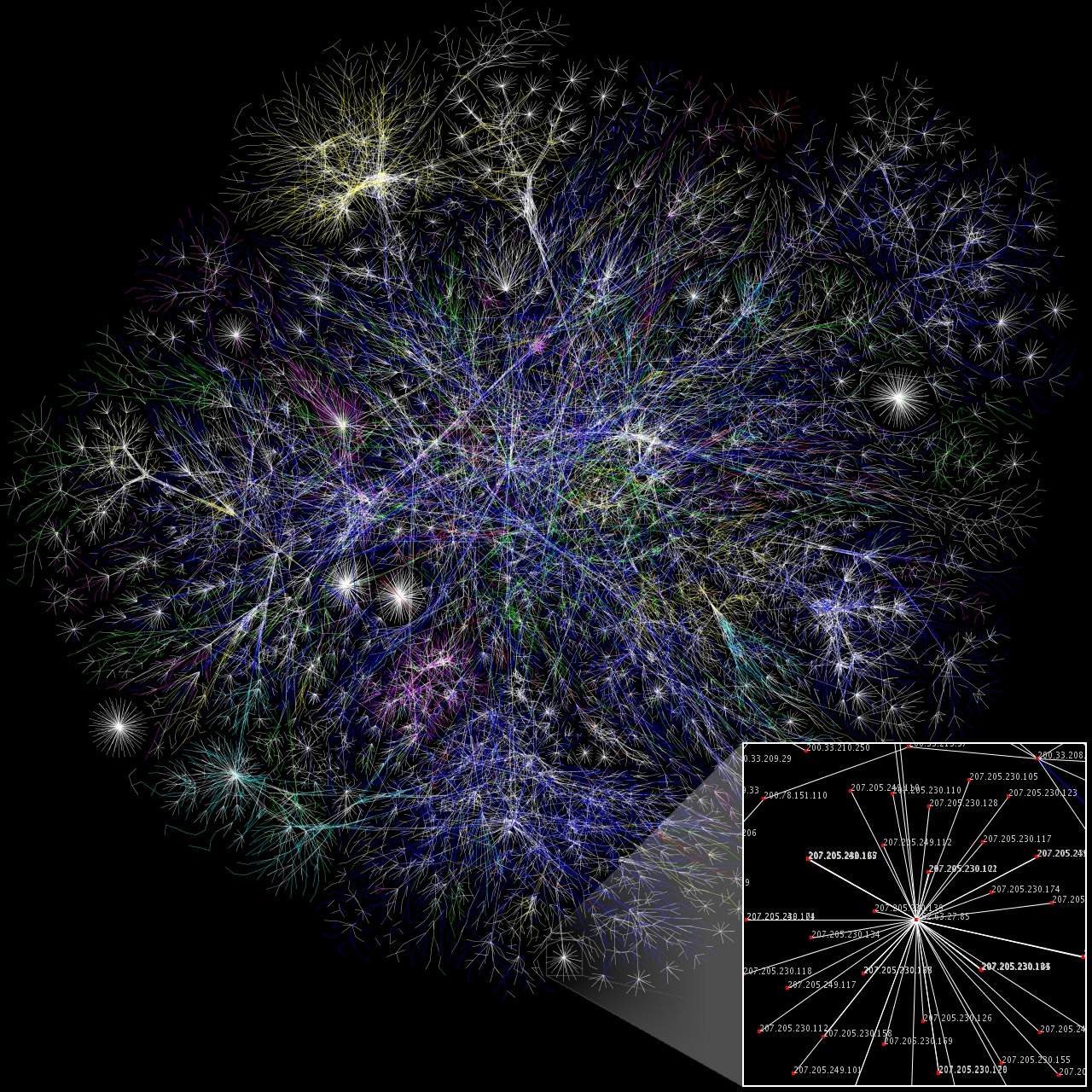
인터넷 맵

정보(情報, 영어: information, info, info.)는 컴퓨터과학에서 특정 목적을 위하여 광(光) 또는 전자적 방식으로 처리되어 부호, 문자, 음성, 음향 및 영상 등을 표현하는 모든 종류의 자료 또는 지식을 말한다.
정보는 일상 용어에서 전문 용어까지 다양한 뜻으로 사용된다. 이를테면, 언어, 화폐, 법률, 자연환경 속의 빛이나 소리, 신경, 호르몬 등의 생체 신호부터 비롯한 모든 것을 정보라고 할 수 있다.

## 개념
요즘에는 컴퓨터의 정보 처리를 기반으로 한 정보(데이터)가 많이 대두된다. 정보의 원래 뜻에 따라, 정보와 자료(데이터)를 구별하고, 정보를 “뜻을 가지는 자료”라고 생각하는 의견도 있지만, 이러한 분야에서는 전체적으로 정보의 뜻을 가지고 문제 삼는 경우는 별로 없으므로, 특별히 정보와 자료는 구별하지 않는다. 구분하자면, 데이터를 모아 둔 것이 자료라면 자료를 특정한 목적의 의사결정을 위해 가공한 형태를 정보라고 할 수 있다. 따라서 훌륭한 정보는 목적 적합성과 신뢰성 및 적시성을 유지해야 한다. 적시성이 매우 중요한 정보를 첩보로 따로 분류하기도 하며 가공을 통해 비교적 장기간 활용이 가능한 정보를 지식으로 정의하기도 한다. 하지만 정보와 자료는 다른 의미이다.
정보는 항상 변화하고 있으며, 그 속도가 더욱 빠르게 진행된다. 개인이 하나의 정보를 선택하게 되면 변화에 의해서 불확실성이 커지게 되고, 정보의 가치가 적어질 수 있다는 이유 때문에 선택된 정보보다 선택되지 않은 정보가 더 가치가 있는 것으로 불안감을 갖게 한다. 정보는 자료에 특정 의미가 주어진 것으로서 직접 행동에 영향을 미치게 한다. 모든 정보는 자료이나, 모든 자료는 모든 정보라고 할 수 없다. 포레스터(J.W.Forrester)는 '경영은 정보를 행동으로 연결시키는 과정(Process)이다.'고 하였다. 이는 경영상의 의사결정에 정보가 중심이 된다는 것이다.
대체적으로 많은 사람들은 모든 자료가 정보가 될 수 있다고 생각한다. 그러나 상대적이기 때문에 모든 자료는 정보의 역할을 하기는 어렵다. 정보는 가치지향적이며 관심이 있는 사람들의 의사결정에 영향을 주고, 어느 정도의 이익을 제공할 수 있는 자료이어야 정보로서의 역할을 할 수 있다.
결국 정보란 일정한 의도를 가지고 정리해 놓은 자료의 집합이며, 정보가 되기 위해서는 이용자, 즉 어떤 목적을 갖는 사람이 있어야 하고 자료가 처리되어야 한다. 그리고 정보는 이용자를 위하여 일정한 규칙에 따라서 재배열, 요약, 삭제하는 행위를 거쳐야 한다.

## 어원
프랑스어의 renseignement(안내, 정보)를 번역한 말로 사용된 것이 처음이다. 중국에서는 정보를 신식(信息)이라고 하는데 이 말에는 첩보라는 뜻도 있다.

## 수학적 정의
정보는 상대방에게 사건을 알릴 때 전달되는 내용이다. 예를 들어 아들이 아버지에게 집에 불이 났는지 아닌지 알리는 것도 정보 전달의 한 예이다. 전달 형태가 불이 "났는지 또는 안 났는지"의 두 가지 방법만 존재한다면 1 비트로 전달이 가능하다. 동전도 마찬가지다. 던진 동전이 앞면인지 뒷면인지를 알려 주면 되기 때문에 1 비트로 표현된다. 16가지의 경우가 나오는 회전 룰렛을 사용하여 경기를 한다면, 그 결과를 위해 4 비트를 할당해야 한다. 앞서 말한 3가지 사건에서 사건 요소인 {\displaystyle s_{i},i=1,2,3}는 불이 났는지, 앞면이 d던져졌는지, 회전 룰렛에서 1번 칸이 선택되었는지에 해당한다. 각각의 확률을 생각해 보면, 각 사건의 경우의 수가 가지는 확률인 {\displaystyle p_{i}}이 동일하다고 가정하면 순서대로 1/2, 1/2 그리고 1/16이 된다. 이때 비트 단위 정보량은
{\displaystyle I(s_{i})=log_{2}\left({\frac {1}{p_{i}}}\right)}
와 같이 구해지고 각각 값은 1, 1, 4가 된다. 물론 불이 날 확률{\displaystyle (p_{2})}이 불이 나지 않을 확률{\displaystyle (p_{1})}보다 높은 경우가 있다. 이 경우 불이 나지 않을 확률 {\displaystyle p_{1}<{\frac {1}{2}}}이 되어, 이를 나타내는 정보량도 {\displaystyle I(s_{1})>1}이 된다.

## 법학
대한민국의 전자거래기본법에 따르면, “전자문서”라 함은 정보처리시스템에 의하여 전자적 형태로 작성, 송신ㆍ수신 또는 저장된 정보를 말한다(전자거래기본법 제2조 제1호).
신용정보는 신용정보의 이용 및 보호에 관한 법률에 따르면 금융거래 등 상거래에 있어서 거래 상대방에 대한 식별·신용도·신용거래능력 등의 판단을 위하여 필요로 하는 정보로서 대통령이 정하는 정보를 말한다. (동법 제2조 제1호)

## 같이 보기
- 자료
- 지식
- 정보 비대칭
- 정보이론
- 정보 엔트로피
- 정보 시스템
- 정보 격차
- 정보 과다
- 결정장애 세대(Generation Maybe)
- 올리버 예게스(Oliver Jeges)